# Euscorpius germanus
Euscorpius germanus (лат.) — вид скорпионов из семейства Euscorpiidae. Распространён в Европе (Австрия, Босния и Герцеговина, Болгария, Хорватия, Италия (восточнее от реки Адидже), Словакия и Швейцария). Встречается в горных местностях с высокой влажностью окружающей среды; в некоторых районах на высотах до 2000 метров над уровнем моря. Обычно живут под корой и камнями. Питаются тараканами (например, Blattella germanica, Periplaneta americana). Мелкие чёрные скорпионы, длиной от 18 до 30 мм. Большие и крепкие педипальпы, толстое тело, короткие ноги и укороченная, толстая метасома.